# Suramula
La Suramula (en géorgien : სურამულა) est une rivière de la municipalité de Khashuri et un affluent droit de la Ptsa, elle-même affluent de la Koura.

## Géographie
Son cours commence sur le versant gauche de la chaîne de Likhi, 1 200 mètres (3 937 pi) au-dessus du niveau de la mer et s'étend sur une longueur de 42 kilomètres (26,1 mi). Le bassin est de 719 kilomètres carrés (277,6 mi2).
La Suramula est alimentée par la pluie, la neige et les eaux souterraines. Il y a des inondations au printemps et en automne, mais il manque d'eau en hiver.

## Pollution
La rivière est polluée par des substances comme l'azote nitrique. Elle était autrefois polluée par des quantités excessives de fer, bien que ce problème ait été résolu depuis.